# Катастрофа Іл-18 під Києвом
Катастрофа Іл-18 під Києвом — авіаційна катастрофа пасажирського літака Іл-18Б авіакомпанії «Аерофлот», що сталася в середу 17 серпня 1960 року в Київській області на північ від Києва, внаслідок чого загинуло 34 особи.

## Літак
Іл-18Б з бортовим номером СРСР-75705 (заводський — 189001702, серійний — 017-02) випустив завод ММЗ «Знамя Труда» 1959 року у варіанті з пасажиромісткістю на 80 місць. Згодом переданий Головному управлінню цивільного повітряного флоту (виконував польоти під егідою «Аерофлоту»), яке до 29 грудня направило його до 235-го авіаційного загону особливого призначення цивільного повітряного флоту. Був обладнаний чотирма турбогвинтовими двигунами АІ-20 — всі чотири встановили на літак 10 травня 1960 року (вони мали напрацювання 217 годин 20 хвилин без ремонтів). Загальне напрацювання авіалайнера становило 407 годин нальоту і 117 циклів «зліт-посадка».

## Екіпаж та пасажири
Екіпаж літака мав такий склад:
- Командир повітряного судна (КПС) — В'ячеслав Іванович Лягін
- Другий пілот — Василь Васильович Кіщенко
- Штурман — Іван Дмитрович Росіхін
- Бортінженер — Микола Данилович Коваленко
- Бортрадист-інженер Петро Ілліч Горбатов

стюардеси
- Тамара Дмитрівна Звонова
- Валентина Михайлівна Юрченкова

Всього на борту перебувало 27 пасажирів, в тому числі 11 іноземних громадян з 5 країн.
| Громадянство людей на борту | Громадянство людей на борту | Громадянство людей на борту | Громадянство людей на борту |
| Країна                      | Пасажири                    | Екіпаж                      | Всього                      |
| --------------------------- | --------------------------- | --------------------------- | --------------------------- |
| Алжир                       | 5                           | 0                           | 5                           |
| Афганістан                  | 1                           | 0                           | 1                           |
| Ємен                        | 4                           | 0                           | 4                           |
| СРСР                        | 16                          | 7                           | 23                          |
| Уганда                      | 1                           | 0                           | 1                           |
| Всього                      | 27                          | 7                           | 34                          |

## Катастрофа
Літак з 34 особами на борту виконував міжнародний пасажирський рейс SU-036 Каїр — Москва і о 15:52 пройшов контрольний пункт Кодра, коли екіпаж доповів диспетчеру, що зафлюгований повітряний гвинт № 4 (крайній правий), в зв'язку з чим прийнято рішення про вимушену посадку в аеропорту «Бориспіль». Однак ситуація на борту швидко погіршувалася, оскільки о 15:57 з рейсу 36 вже доповіли, що на правій площині крила і двигуні № 4 виникла пожежа, в зв'язку з чим виконується аварійне зниження. Тоді диспетчер запропонував посадку в ближчому аеропорту «Жуляни». Однак о 15:57:30 екіпаж передав останні повідомлення: «Падаємо, падаємо, прощайте, падаємо, падаємо, падаємо ...».
З випущеними шасі і закрилками борт 75705 швидко знижувався, коли через пожежу відокремився двигун № 4, після чого вибухнули розташовані поруч паливні баки, при цьому зруйнувавши праву площину крила. Втративши управління, борт 75705 майже прямовисно помчав вниз, і приблизно о 15:58 врізався в землю на південно-східній околиці села Тарасовичі за 41 км на північ від аеропорту «Жуляни». При ударі авіалайнер вибухнув і повністю зруйнувався, а всі 34 особи на борту загинули.

## Причини
На період розслідування причин катастрофи експлуатацію всіх Іл-18 в СРСР призупинили. За 8 місяців розслідування встановили: пожежа виникла внаслідок пошкодження двигуна, що і викликало автоматичне флюгування гвинта, а потім відділення двигуна і вибух паливних баків. Також в процесі падіння відокремився і двигун № 1. Головною причиною катастрофи було названо порушення герметичності паливної форсунки № 7 в двигуні № 4, в результаті чого виник прогар камери згоряння і кожуха масляної порожнини, що і призвело до пожежі. Супутньою причиною стала відсутність всередині двигуна засобів для пожежогасіння.
Творцем двигуна АІ-20 був відомий інженер-конструктор Олександр Івченко, який навіть отримав за нього Ленінську премію. Коли ж авіаконструктор дізнався, що його «дітище» стало причиною катастрофи, у нього стався інсульт. Хоча паливні форсунки, через які і сталася пожежа в двигуні, не мали відношення до конструкторського бюро, але Івченко повністю взяв на себе всю відповідальність.

## Наслідки
За результатами розслідування протипожежні перегородки турбогвинтових двигунів АІ-20 замінили титановими, а матеріал трубопроводів замінили з дюралюмінію на сталь. Також змінено розташування паливних пожежних кранів. Згідно з рапортом керівництва ГКАТ, ВПС, ГВФ і ВПК промисловість була готова почати випуск літаків із зазначеними змінами з квітня 1961 року, а всі раніше випущені доопрацювати. Через місяць уряд видав постанову про заходи щодо посилення протипожежного захисту та підвищення експлуатаційної надійності даних машин, згідно з яким з другого кварталу 1961 року промисловість мала почати випускати Іл-18, у яких в крилах поблизу силових установок встановлювали додаткові протипожежні перегородки, а всі раніше випущені літаки належало доопрацювати протягом 1961 року і першого кварталу 1962 року.
З 25 серпня по 23 вересня 1960 року Іл-18 не експлуатувалися, оскільки в цей період здійснювалося доопрацювання паливних форсунок двигуна.